# Super Bonk
Super Bonk, i Japan Chō Genjin och i Europa,  Super BC Kid), är ett plattformsspel från 1994, utvecklat och utgivet av Hudson Soft till SNES. 2010-2011 släpptes spelet till Virtual Console (Wii).
Spelets huvudperson är grottmänniskan Bonk, som i detta spel reser i tiden och bland annat moderna tidens Chinatown, samt Månen.

### Fotnoter
1. ↑  ”Super Bonk” (på engelska). Mobygames. http://www.mobygames.com/game/super-bonk. Läst 2 maj 2014.